# هریس وفورد
هریس وفورد (به انگلیسی: Harris Wofford) سناتور سابق عضو حزب دموکرات ایالات متحده آمریکا بود. وی در سال ۱۹۹۱ تا ۱۹۹۵ میلادی سناتور ایالت پنسیلوانیا در سنای ایالات متحده آمریکا بود. وی در ۲۱ ژانویه ۲۰۱۹ درگذشت.